# Кирил Божков (художник)
Вижте пояснителната страница за други личности с името Кирил Божков.
Кирил Божков е български художник.

## Биография
Кирил Божков е роден през 1964 г. в село Нови хан, Софийска област. Завършва Националната художествена гимназия през 1983 г. и ВИИИ „Николай Павлович“ през 1991 г. (специалност „Стенопис“). От 1996 г. работи като преподавател в катедра „Живопис“ на НХА. Понастоящем е професор доктор, ръководител на катедра Живопис на Националната Художествена Академия. Има над 60 самостоятелни изложби и над 200 участия в колективни изложби в страната и в чужбина. През 2012 г. защитава дисертация на тема „Нови параметри на представата за виртуозност във фигуралната живопис през 20 век“, издадена под заглавието „Виртуозност и живопис“ (НХА, 2014). В периода 2009 – 2013 г. със съпругата му притежават „Арт Галерия Кирил Божков“, София. Кирил Божков е носител на званието „Рицар на четката“, 2013.

## Творчество и награди
2023  –  2nd Place Award – I Festival International of Watercolor “Rivers of Color”, Mexico City, Mexico
2023  –  Third place in the "PORTRAIT" category at the 1 st World Watercolor Contest "WATERCOLOR FOR ALL" IWS Atelier Gallery Santiago,  Chile
2023  –  First prize at the first international watercolor festival, Spain, Cordoba
2023  –  Eskoda Award  – 1st Japan Watercolor Triennale, Nadeshiko
2022 –  Award of  NEVSKAYA PALITRA of III International Watercolor & Spirit Triennial - Varna
2022 – Mention Award – 7th International ”Love, Tolerance and Peace hrough”Watercolor Festival & Golden Brish Contest, Izmir 
2021 – Gold Art Award – 1 st International Watercolor Biennale Hamyang, Korea 2021
2019 – First Prize - 2nd International Biennial of Watercolor KIPUS – BOLIVIA – LIGHTS OF THE WORLD
2019 – Top 6 Best portrait - Tirana International Watercolor Biennale 2019, thirds edition
2018 – Победител в интернационалната категория - Първо  акварелно биенале, Куала Лампур, Малайзия, 2018
2018 – Най-добър портрет на 1st International Watercolor Festival „Tropical Watercolors“ Коста Рика
2018 – Top 100 - Universal Watercolor Exposition Online Contest, in Zhuji, China (Първа световна олимпиада за акварел)
2017 – Топ 20 - International Watercolor Contest „Thoughts made of Water“ - Chihuahua, Mexico
2017 – Първо място за най-добър портрет на II международно акварелно биенале Тирана 2017 / Ist Place Best Portrait - Kiril Bozhkov 2nd TIRANA INTERNATIONAL WATERCOLOR BIENNALE 2017
2017 – Top 30 artists in 2016 Taiwan World Watercolor Competition
2016 – Наградата на IWS България (Българско акварелно общество) за принос в развитието на световното акварелно изкуство - Международно триенале на акварела Варна, 2016
- Трета награда на международния фестивал Fabriano in Acquarello 2016 в Италия
- Награда за най-добър акварел на I International Art Festival 2016 – Бангладеш
- Голямата наградата за принос в развитието на световното акварелно изкуство на IWS България – Международно триенале на акварела Варна 2016
- Първо място за най-добър портрет на 2nd Tirana International Watercolor Biennale 2017

Картини на Кирил Божков притежават Националната художествена галерия, Софийската градска художествена галерия, Народното събрание на Република България и много галерии и частни колекции в Австрия, Англия, Белгия, Боливия, България, Германия, Гърция, Египет, Ирландия, Кипър, Колумбия, Норвегия, Русия, САЩ, Сърбия, Чехия, Словения, Франция, Холандия, Швейцария, Япония, Малайзия, Унгария, Италия и др.